# Larry Lamb (Schauspieler)
Larry Lamb (* 10. Oktober 1947 in Edmonton, London) ist ein britischer Schauspieler.

## Leben
Lamb begann seine Karriere als Schauspieler Ende 1977 mit einem Auftritt in einer Folge der Fernsehserie The New Avengers. Im Jahr darauf wirkte er in einer Kleinstrolle an dem Film Superman mit. Bis Mitte der 1980er Jahre folgten vor allem Auftritte in verschiedenen Fernsehproduktionen. Seither ist er auch ab und zu in Kinofilmen zu sehen, bleibt aber vor allem dem Fernsehen verbunden. Sein Schaffen umfasst mehr als 80 Produktionen.
In den Jahren 2008 bis 2009 übernahm er eine wiederkehrende Rolle in der Soap EastEnders.
2010 erhielt er für seine Rolle in EastEnders bei den British Soap Awards die Auszeichnung als Bester Bösewicht des Jahres.
Lamb war von 1979 bis 1996 verheiratet. Aus dieser Ehe stammt ein Kind.

## Filmografie (Auswahl)
- 1984: Der Aufpasser (Minder; Fernsehserie, 1 Folge)
- 1985: Christopher Columbus
- 1988: Buster
- 1989: Schatten über Sunshine (A Little Piece of Sunshine)
- 1999: Casualty (Fernsehserie, 1 Folge)
- 2000: Gangsters – The Essex Boys (The Essex Boys)
- 2001: Inspector Barnaby (Midsomer Murders): Fernsehserie, Staffel 4, Folge 4: Leichen leben länger (Who Killed Cock Robin?)
- 2004–2005: The Bill (Fernsehserie, 21 Folgen)
- 2006: Spooks – Im Visier des MI5 (Spooks; Fernsehserie, 1 Folge)
- 2006: Silent Witness (Fernsehserie, 2 Folgen)
- 2007–2010, 2019: Gavin & Stacey (Fernsehserie, 22 Folgen)
- 2008–2009: EastEnders (Fernsehserie)
- 2009: Blood – The Last Vampire
- 2015: New Tricks – Die Krimispezialisten (Fernsehserie, 9 Folgen)
- 2017: The Hatton Garden Job
- 2017: Rise of the Footsoldier III – Die Pat Tate Story